# Sami Slimani

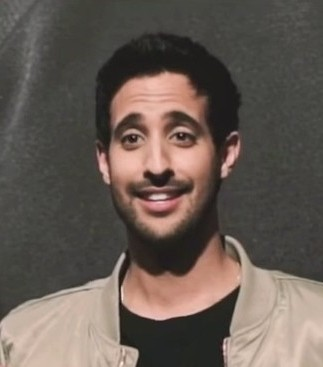
Sami Slimani (2016)

Sami Slimani (* 20. März 1990 in Esslingen am Neckar, auch bekannt als Herr Tutorial) ist ein deutsch-tunesischer Moderator,  Webvideoproduzent und Influencer.

## Leben
Sami Slimani wurde in Esslingen am Neckar als Sohn eines tunesischen Vaters und einer französischen Mutter tunesischer Herkunft geboren und wuchs mit zwei Schwestern in Stuttgart auf.
In seiner Abiturphase im März 2009 begann er, unter dem Pseudonym HerrTutorial (englisch „Tutorial“ = Anleitung, Seminar) Videos zu den Themen Kosmetik, Mode und Lifestyle auf YouTube zu veröffentlichen. Einen großen Raum nehmen insbesondere Testvideos von entsprechenden Konsumprodukten ein.
Slimanis Publikum setzt sich vornehmlich aus 13- bis 17-Jährigen zusammen.
Ab Mai 2014 war Slimani parallel als Moderator bei VIVA Deutschland tätig. Er präsentierte dort im Wechsel mit anderen Moderatoren die Chartsendung VIVA Top 100. Außerdem veröffentlichte er 2014 gemeinsam mit seinen Schwestern das Buch Das Slimani-Prinzip. Die Geschwister Slimani vermarkten eigene Produkte unter der Linie Maison Slimani. Im April 2016 entstand in Zusammenarbeit mit Peek & Cloppenburg eine Modekollektion für die Hausmarke Review. Die Kollektion wurde in einer Kolumne der österreichischen Tageszeitung Der Standard als „ziemlich durchschnittlich“ rezipiert. Sie hätte „auch ohne sein Zutun ganz genauso ausgesehen: Herzchendrucke, angerissene Jeans-Shorts, Augenmotive auf bauchfreien T-Shirts“. Die Zeitung kritisierte, dass sich das Modehaus hauptsächlich mit Slimani zusammengetan habe, weil er unter seinen Videos und seinen Beiträgen in den sozialen Medien die Zielgruppe der Jugendlichen anspreche, auf die auch die Kleidung der Review-Linie ausgerichtet sei.
Im März 2016 hatte Slimani mit seiner Schwester Synchronrollen im Animationsfilm Kung Fu Panda 3. Im Mai 2017 war er in der VOX-Sendung Grill den Henssler als Teilnehmer zu sehen.
Im Februar 2019 nahm er an der Sat1-Show Das große Backen – Promispezial (Platz 4) teil.

## Kritik
Slimani wird vorgeworfen, Werbung und bezahlte Produktplatzierungen nicht ausreichend in seinen Videos zu kennzeichnen. Die Landesanstalt für Kommunikation Baden-Württemberg verdächtigte ihn, Schleichwerbung zu betreiben, weil ihn die Produktvertreiber für seine Konsumtipps gut entlohnen würden, und mahnte ihn ab. Außerdem wird ihm vorgeworfen, sich in seinen Videos zu verstellen. Er bezeichnet sich selbst als „All-in-One-Guru“.
Im Sommer 2019 ist Slimani nach Dubai ausgewandert. Der Satiriker Jan Böhmermann kritisierte unter anderem in einem Beitrag im ZDF Magazin Royale, dass Influencer wie Slimani mit deutscher Reichweite in Dubai Geld verdienen würden, aber keine Steuern zahlen müssten. Außerdem müsse laut Böhmermann eine Lizenz unterschrieben werden, die verbietet, sich zu religiösen oder politischen Themen oder über Staatsoberhäupter zu äußern. Dubai müsse in Beiträgen ausschließlich positiv dargestellt werden. Hierdurch würde Slimani sich einer strengen Zensur eines Unrechtsstaates unterwerfen.
Bei der Vorstellung ihres Buches „Influencer: Die Ideologie der Werbekörper“ im Literaturhaus Hannover kritisierten Ole Nymoen und Wolfgang M. Schmitt ein Video Slimanis, in dem er seinen Zuschauern anbietet, ihnen in einer „Room-Tour“ sein Apartment zu zeigen. Die Tatsache, dass Slimani dazu aufrufe, sein Video positiv zu bewerten und einen Kommentar zu schreiben, um ihm anzuzeigen, welchen Raum seiner Wohnung er im darauffolgenden Video zeigen soll, diene lediglich dazu, dass seine Videos durch den Algorithmus der Videoplattform Youtube weiteren Besuchern vorgeschlagen werden. „Was er eigentlich damit zum Ausdruck bringt, ist, ‚Ich bin Millionär, bitte macht mich noch reicher‘“, erklärte Nymoen. Er und Schmitt kritisierten damit, dass die Communitys den Influencern nicht widersprechen würden und jeden ihrer Aufrufe befolgen, ohne den Zweck zu hinterfragen.
Ende 2020 stellte sich eine Spendenaktion, zu der Sami Slimani gemeinsam mit den Youtubern Kim Lianne und Simon Desue aufgerufen hatte und bei der angeblich eine Million Bäume in Deutschland gepflanzt werden sollten, als Betrug heraus.

## Veröffentlichungen
- Dounia, Lamiya und Sami Slimani: Das Slimani-Prinzip. Eden Books, Hamburg 2014, ISBN 978-3-944296-97-5